# Castelo Dunstaffnage

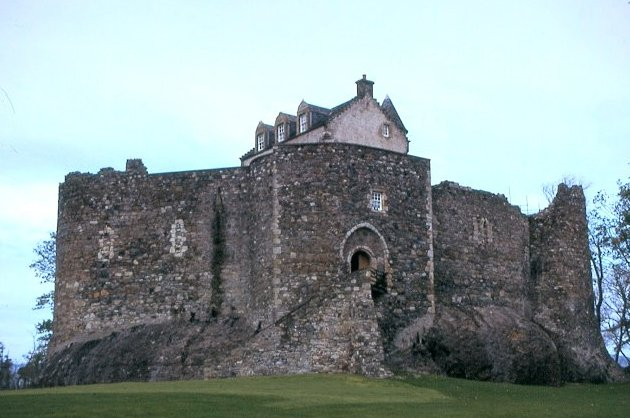
Castelo Dunstaffnage, Escócia.

O Castelo Dunstaffnage localiza-se próximo a Dunbeg, na Escócia.
Construído antes de 1295 em posição dominante no topo de um largo rochedo, dominando o estuário do rio Lorn, Dunstaffnage foi a poderosa fortificação do clã dos MacDougall.
O castelo, com suas largas muralhas, foi capturado por Robert, o Bruce, em 1309, mantendo-se na posse dos reis por alguns anos.
Também serviu como prisão para Flora MacDonald em 1746.